# Ferran Toutain
Ferran Toutain Gibert (Barcelona, 1956) es un escritor, traductor y crítico literario español.

## Trayectoria
Colaborador habitual en prensa, especialmente en temas literarios, ha publicado artículos y reseñas de libros en el Diario de Barcelona (1987-90), donde fue coordinador del suplemento «Letras», y en los diarios Hoy, El País y El Periódico, entre otras publicaciones. Fue redactor jefe de la revista Trípodos y asesor lingüístico de Catalunya Ràdio y de la Televisión de Cataluña.
Ha ejercido la docencia en la Facultad de Traducción e Interpretación de la Universidad Pompeu Fabra y, posteriormente, en la Facultad de Ciencias de la Comunicación y Relaciones Internacionales Blanquerna, de la Universidad Ramon Llull, como profesor de Humanidades. En 2005 fue uno de los impulsores del manifiesto que más tarde daría origen al partido político Ciudadanos - Partido de la Ciudadanía.
Es autor, en colaboración con Xavier Pericay, de Venenosa lengua (Empúries, 1986) y El malentendido del novecentismo (Proa, 1996). En solitario ha publicado Sobre la escritura (Facultad de Comunicación Blanquerna, 2000), una obra a medio camino del manual de escritura y el tratado de teoría literaria, e Imitación del hombre (La Magrana, 2012), un ensayo literario sobre la condición humana que fue considerado por la crítica catalana entre los diez mejores libros del año 2012.
El 2004 publicó una traducción de Rojo y negro, de Stendhal, al catalán para Ediciones Destino.

### Libros
- Venenosa lengua, en colaboración con Xavier Pericay. Ed. Empúries. Barcelona, 1986. (4a edición 1988)
- El barco fantasma, en colaboración con otros autores. Libros del Índice. Barcelona, 1992.
- El malentendido del novecentismo. Tradición y plagio a la prosa catalana moderna, en colaboración con Xavier Pericay. Ed. Proa, Enciclopèdia Catalana. Barcelona, 1996.
- Sobre la escritura. Facultad de Comunicación Blanquerna. Papeles de estudio. Barcelona, 2000.
- Imitación del hombre. La Magrana. Barcelona, 2012.
- Lo que se dice y lo que pasa. Edición Digital. Punto de Libro. Nube, 2013.

### Traducciones
- Isaac Bashevis Singer, El Gòlem. Barcelona: Empúries, 1986.
- Christopher Hampton, Las amistades peligrosas (en colaboración con Joan Sellent). Obra estrenada al teatro Condal de Barcelona bajo la dirección de Pilar Miró (diciembre de 1993).
- Willy Russell, Shirley Valentine (en colaboración con Joan Sellent). Obra estrenada en el Teatro Villarroel de Barcelona bajo la dirección de Rosa Maria Sardà (marzo de 1994).
- Alan Ayckbourn, Puertas comunicadas (en colaboración con Joan Sellent). Estrenada en el Teatro Arnau de Barcelona (noviembre de 1996).
- James Purdy, Papá Lobo y diez cuentos más. Barcelona: Proa, 1996.
- Ray Bradbury, Más rápido que el ojo. Barcelona: Proa, 1996.
- Jonathan Swift, Viaje a Laputa. Barcelona: Columna, 1998.
- Roger Vitrac, Víctor o los niños al poder (Teatro Lliure, 29-01-2002, dirección de Joan Ollé).
- Albert Camus, Los justos (Teatro Lliure, 6-03-2003, dirección de Sílvia Ferrando).
- Albert Camus, El malentendido (Teatro Lliure, 23-03-2006, dirección de Joan Ollé).
- Eugène Ionesco, La cantante calva (Teatro Lliure, 14-12-2006, dirección de Joan Ollé).
- Witold Gombrowicz, Yvonne, princesa de Borgoña (en colaboración con Maga D. Mrugasiewicz, Teatro Lliure, 26-03-2008, dirección de Joan Ollé).
- Stendhal, El rojo y el negro. Barcelona: Destino, 2008.
- Yukio Mishima, Nô (en colaboración con Koichi Sugihara, Mercado de las Flores, 27-06-2010, dirección de Joan Ollé).
- Samuel Beckett, Esperando a Godot (Mercado de las Flores, 15-06-2011, dirección de Joan Ollé).